# Nordiska kvinnosakskonferensen
Nordiska kvinnosakskonferensen var en konferens för kvinnors rättigheter som hölls i Stockholm i november 1916. 
Konferensen arrangerades med Fredrika Bremer-förbundet som värd. Representanter för nordiska kvinnoföreningar deltog: Svenska Kvinnors Nationalförbund från Sverige; Norsk Kvinnesaksforening från Norge; Dansk Kvindesamfund från Danmark; och Kvenréttindafélag Íslands från Island. Konferensen resulterade i bildandet av den nordiska paraplyorganisationen Nordiska kvinnosaksföreningars samorganisation. 